# Morten Uhrskov Jensen
Morten Uhrskov Jensen (født 9. april 1964) er en dansk islamkritiker, historiker, gymnasielærer og politiker, der er landsformand for Dansk Samling.
Han er uddannet cand.mag. fra Københavns Universitet med hovedfag i historie og bifag i samfundsfag og er lektor ved Herlufsholm Kostskole. Uhrskov Jensen er forfatter til to kritiske debatbøger om indvandringen til henholdsvis Danmark og Vesten: Et delt folk (2008) og Indvandringens pris (2012).
Desuden har han skrevet en række blogindlæg i Jyllands-Posten og kronikker i flere danske dagblade som de store morgenaviser JP, Berlingske og Politiken.
Morten Uhrskov modtog ved Grundlovsforeningen Dansk Kulturs generalforsamling 27. april 2019 kulturprisen 2019 for sin indsats som indvandringskritiker i Kampen for et frit Danmark, og han kvitterede med et foredrag med titlen »Identitetspolitik og befolkningsudskiftning«. Prisen bestod af en plakette og 10.000 kr.
Konspirationsteorien om "befolkningsudskiftning", som Morten Uhrskov har brugt i sine bøger og blogs, har han fra en artikel om den franske forfatter Renaud Camus, der argumenterer for, at en global elite kæmper for at udskifte de europæiske folkeslag med ikke-europæiske folkeslag. Teorien er flere gange tidligere blevet koblet til højreradikale terrorangreb, og et forskningsstudie konkluderer, at bare det, man tror på teorien, kan føre til voldelig adfærd og forfølgelse af etniske minoriteter. Blandt studiets medforfattere er den danske radikaliseringsforsker Milan Obaidi, der er lektor ved det psykologiske fakultet på Oslo Universitet, som udtaler til Information, at "studiet viser, at den her teori har et potentiale til at radikalisere folk."